# Heinz Findeisen
Heinz Findeisen (* 17. September 1919) war ein deutscher Fußballspieler, der von 1950 bis 1951 für Rotation Dresden in der DDR-Oberliga, der höchsten Spielklasse im DDR-Fußball aktiv war. Nach seiner Spielerlaufbahn war er im unterklassigen Bereich als Trainer tätig.

## Sportliche Laufbahn
Findeisen gehörte zu den ersten Fußballspielern, die sich mit der SG Dresden-Mickten an den Meisterschaften in Sachsen beteiligten. 1949 gewann er mit Mickten den sächsischen Fußballpokal, 1950 die Meisterschaft. Im entscheidenden Spiel um die Meisterschaft am 10. April 1950 in Chemnitz gegen die SG Lauter (3:2) spielte Findeisen als rechter Außenläufer. Nach den erfolgreich absolvierten Aufstiegsspielen, in deren Phase die SG Mickten der Betriebssportgemeinschaft (BSG) Sachsenverlag Dresden angeschlossen wurde, spielte die Mannschaft um Findeisen 1950/51 in der DDR-Oberliga. Dort trat die BSG unter dem neuen Namen Rotation Dresden an. Von den 34 ausgetragenen Punktspielen bestritt der bereits 31-jährige Findeisen 23 Partien als Mittelfeldspieler, sowohl zentral als auch auf der linken Seite. In der Saison 1951/52 wurde Findeisen nur noch für ein Oberligaspiel reaktiviert. Am 6. Spieltag wurde er in der Begegnung Rotation Dresden – Turbine Halle (0:1) in der 78. Minute eingewechselt. Nach 24 Punktspielen mit vier Toren war danach die Spielerlaufbahn von Heinz Findeisen in den höheren Spielklassen beendet.
Nach seiner Spielerlaufbahn wurde Findeisen Fußballtrainer. Von 1954 an war er im Nachwuchsbereich bzw. als Co-Trainer der Oberligisten SC Empor Rostock und Motor Babelsberg tätig. Ende der 1950er Jahre war er Übungsleiter bei der BSG Motor TuR Dresden-Übigau, mit der er 1958 in die viertklassige Bezirksliga Dresden aufstieg. Später war er Übungsleiter beim Bezirksligisten Motor Radeberg. In der Saison 1968/69 betreute er den Zweitligisten Chemie Premnitz, konnte ihn aber nicht vor dem Abstieg bewahren.